# Dorfkirche Kirchdorf (Poel)

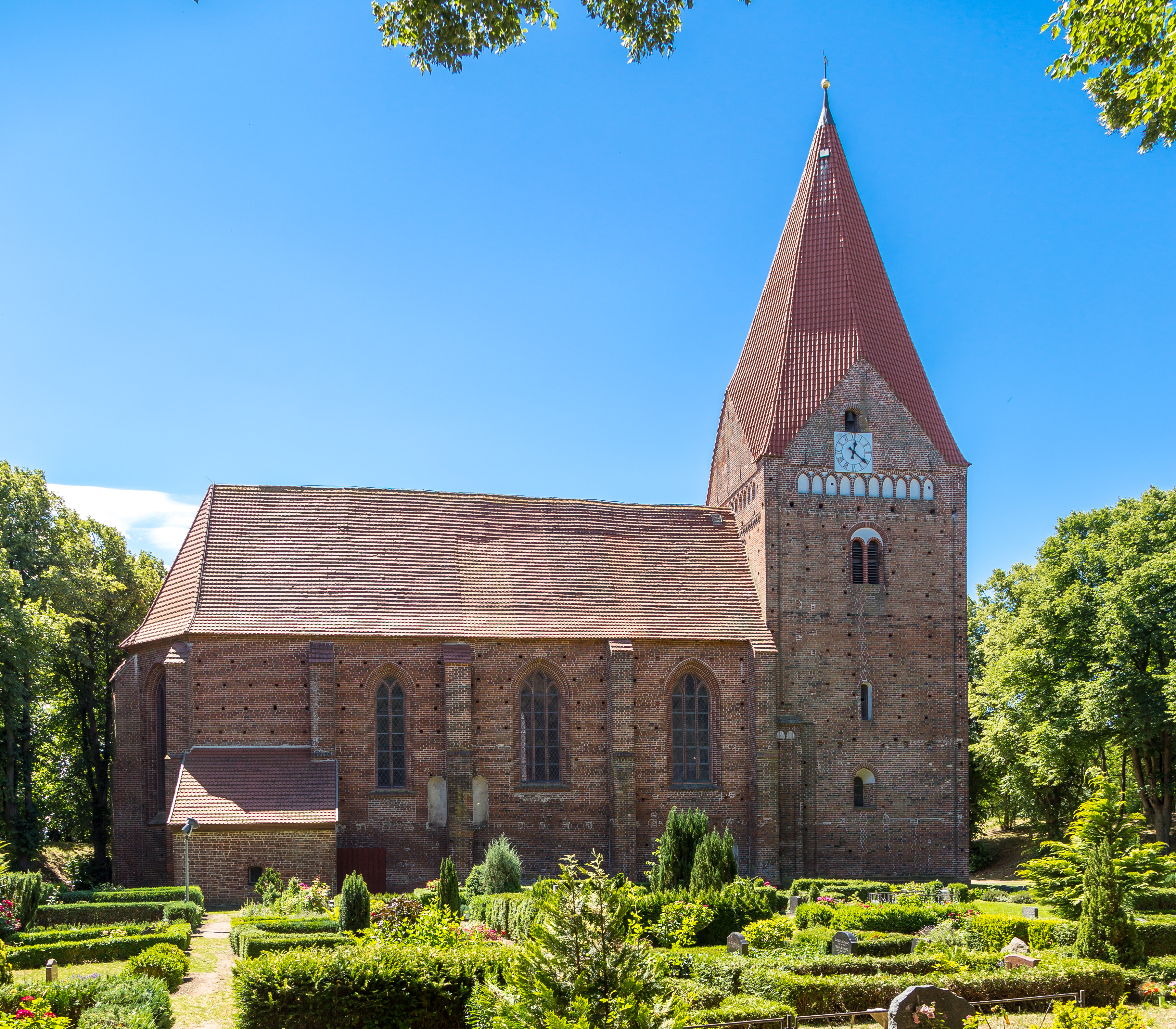
Nordansicht (2018)

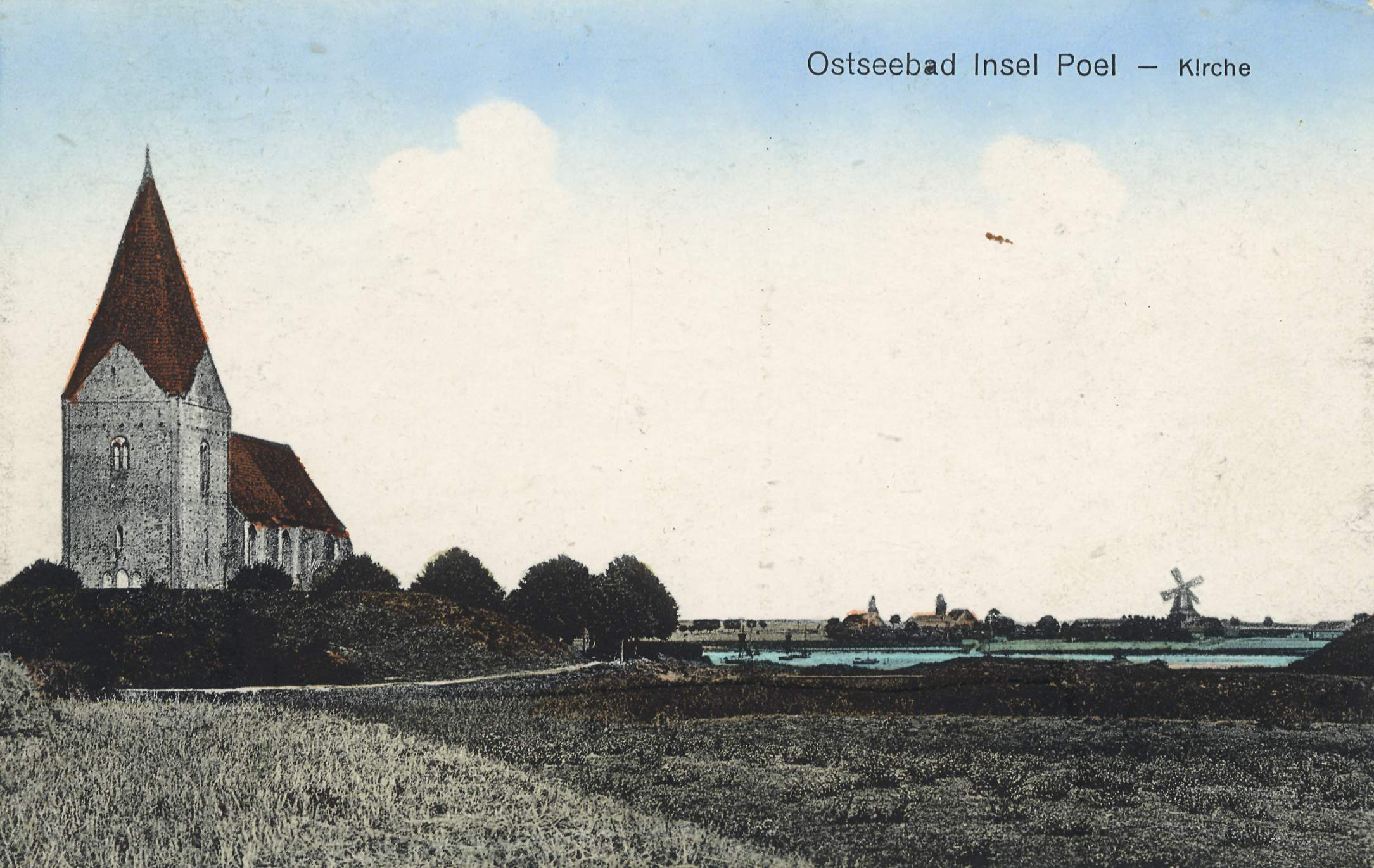
Dorfkirche Kirchdorf auf Poel, um 1900

Grundriss

Die Dorfkirche in Kirchdorf auf der Ostseeinsel Poel ist die Kirche der evangelisch-lutherischen Kirchgemeinde Kirchdorf im Landkreis Nordwestmecklenburg. Die Gemeinde gehörte bis zum 27. Mai 2012 zum Kirchenkreis Wismar der Evangelisch-Lutherischen Landeskirche Mecklenburgs. Seitdem ist sie eine Gemeinde der Evangelisch-Lutherischen Kirche in Norddeutschland.

## Baugeschichte
Im Zuge der Aufsiedlung der Insel Poel mit deutschen Einwanderern durch Fürst Heinrich Borwin I. zum Anfang des 13. Jahrhunderts begann man mit dem Bau der einzigen Poeler Kirche. Da sie in einem Verzeichnis der Kirchen und Klöster des Bistums Lübeck vom Jahre 1259 erstmals genannt wurde, muss die alte Kirche in der Zeit nach 1210 bis etwa 1258 gebaut worden sein. Bei der Weinstiftung Heinrichs des Pilgers wurde sie 1266 erwähnt. Allerdings ist von dem spätromanischen Bau aus dem zweiten Viertel des 13. Jahrhunderts nur der Turm erhalten geblieben, weil man um 1400 einen größeren und moderneren Bau errichtete. Im dreijochigen Backsteinsaal befand sich der erste Gottesdienstraum. Die darüber liegenden Etagen dienten als Zufluchtsort, Speicher, Aussichts- und Glockenturm. An den Turm wurde das erste Langhaus um 1230/40 im romanischen Stil gebaut. Etwa fünfzig Jahre später wurde der Chor der Kirche im gotischen Stil gebaut. Das Langhaus wurde um den Anfang des 14. Jahrhunderts erhöht und dem Chor der Kirche angepasst. Beim Neubau setzte man dem Langhaus Strebepfeiler und Dienste an. Die Wände wurden erhöht. Ein Gewölbe wurde eingespannt, und die alten Schlitzfenster wurden in Spitzbogenfenster umgewandelt. Der obere Teil des quadratischen Westturms wurde bei dieser Umgestaltung sechs Meter erhöht, erhielt vier Giebelschilde und den bis zur Höhe von 47 Metern aufragenden achtseitigen, für diese Gegend typischen Helm, auch Bischofsmütze genannt. Der Turm als ein weithin sichtbarer Punkt der Insel dient seit alten Zeiten auch als Landmarke nahe der Einfahrt von der Ostsee zur Wismarer Bucht.
Die Reformation wurde auf Poel nach 1533 eingeführt. Dennoch verfuhr man hier, wie in weiten Teilen Norddeutschlands, nach Wittenberger Vorbild konservativ, sodass es zu keinem Bildersturm kam. Es ist wahrscheinlich dem Einfluss des Wismarer Superintendenten und Gnesiolutheraners, Johann Wigand, zu verdanken, dass auffallend viele hochwertige Altäre in Wismar und Umgebung nicht aus den Kirchen entfernt, sondern weiterhin benutzt wurden. Neben zwei Marienaltären ist auch ein gotisches Triumphkreuz aus dem 15. Jahrhundert in der Poeler Kirche erhalten geblieben.
Bei einem Sturm 1660 hatte die Kirche erheblichen Schaden genommen. Die geliehenen 150 Reichstaler für die Reparaturen wurden 1662 beim Amtsgericht eingeklagt. Peter Ruge und seine Söhne waren 1693 vom Poeler Amtsgericht der Zauberei beschuldigt, aber vom Wismarer Tribunal freigesprochen worden. Da sie von ihren Nachbarn weiterhin beschimpft und scheel angesehen wurden, sollte der Kirchdorfer Pastor Magister Martin Cassius das Tribunalsurteil nach der Predigt öffentlich verlesen, um so ihre Unschuld zu erweisen. Das Ergebnis ist nicht bekannt.
Wegen der politischen Verhältnisse von 1933 bis 1989 konnten dringend notwendige Sanierungs- und Renovierungsarbeiten nur bedingt durchgeführt werden.
Im verheerenden Januarsturm 1995 wurde das Dach des Turmes schwer beschädigt, und der desolate Zustand des ganzen Turmes wurde sichtbar. Dieser wurde 1995 weitgehend saniert, neu gedeckt und abschließend mit einem neuen vergoldeten Wetterhahn versehen. Seit 2001 wurde das Kirchengebäude abschnittsweise wieder instand gesetzt. Dachstuhl, Dach, Fenster, Außenwände und Gewölbe sind bereits saniert.

### Das Innere
Die Kirche besitzt eine relativ reiche Ausstattung. Dazu gehören auch zwei mittelalterliche Schnitzaltäre.

#### Grabplatte mit Scheibenkreuz

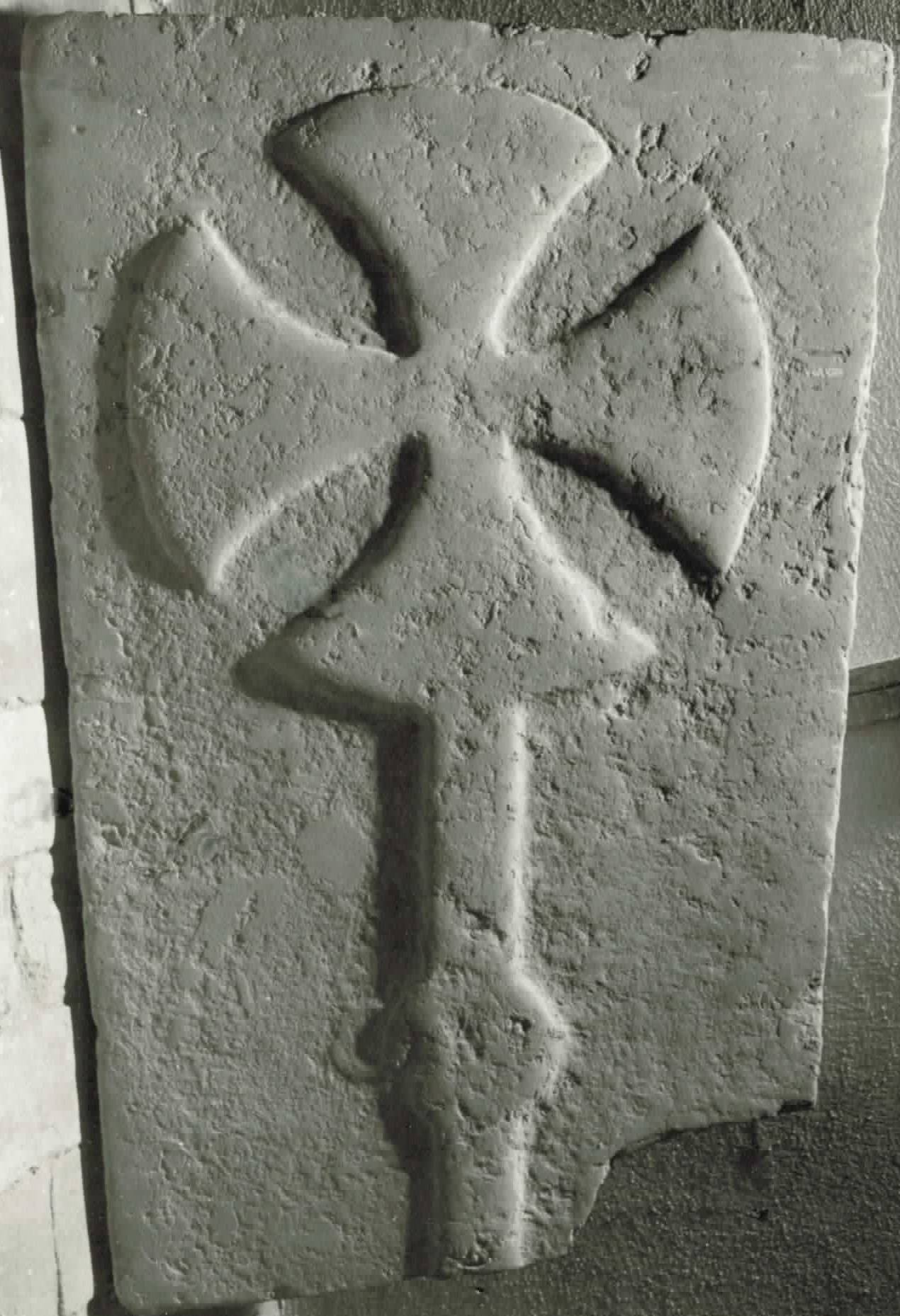
Gotische Grabplatte mit Scheibenkreuz

In einer Nische rechts neben dem Hauptaltar im Chor der Kirche ist eine für Deutschland äußerst seltene aus gotländischem Kalkstein gefertigte Grabplatte zu sehen. Sie stammt aus der frühesten Zeit der Christianisierung der Insel im 13. Jahrhundert und ist womöglich die Grabplatte des Kirchenstifters. Sie lag bis 1850 in der Mitte der Kirche. Frühgotische Grabplatten mit einem derartigen Kreuz sind sonst nur aus Dänemark bzw. aus einst von Dänemark besetzten Gebieten bekannt. Diese ist die einzige, die bis jetzt in Mitteleuropa aufgefunden worden ist. Schon im 19. Jahrhundert behauptete der Mecklenburgische Archivar Friedrich Crull, diese Grabplatte mit dieser Kreuzessymbolik und ohne Inschrift sei womöglich das älteste christliche Grabmal Mecklenburgs. Die konvexförmigen Arme des Kreuzes möchten den Eindruck von Lichtstrahlen erwecken und damit die Auferstehungsherrlichkeit des gekreuzigten Jesus darstellen.

#### Marienaltar

Strahlenkranzmadonna

Ein kleiner Marienaltar aus der Zeit um 1470 befindet sich an der Nordwand. Rings um den Schrein sind Szenen aus dem Leben Mariens zu sehen. Im Mittelschrein wird eine apokalyptische Madonna im Strahlenkranz dargestellt. Dieses Motiv war zur Entstehungszeit des Altars verbreitet. Auf dem linken Arm hält Maria das Jesuskind mit einem Apfel. Dieser symbolisiert Jesus als Zweiten Adam. In der anderen Hand hält sie eine nicht näher bestimmbare Blume (vermutlich Lilie, Tulpe oder Rose). Vier Engel in den Ecken umringen sie. Einer der Engel trägt eine kleine tragbare Orgel, ein Portativ. Um den Zentralaltar sind an den Seitenflügeln vier Szenen aus dem Leben der Maria angeordnet. Rechts oben ist die Weihnachtsgeschichte dargestellt. Darunter ist die Huldigung Christi durch die Heiligen Drei Könige angeordnet, dargestellt durch die drei Lebensalter (junger Mann, Mann mittleren Alters und Greis). Diese Art der Darstellung ist im Mittelalter häufiger zu finden. Links oben findet sich die Verkündigung der Geburt Jesu durch den Erzengel Gabriel, darunter die Beschneidungsszene Jesu im Tempel von Jerusalem.

#### Hauptaltar
In der Zeit um 1420 entstanden dient er heute noch als Hauptaltar. Nach neueren Untersuchungen könnte dieser Altar aus der Werkstatt des Holzbildhauers Henning Leptzow stammen, der Anfang des 15. Jahrhunderts in Wismar lebte und wirkte.
Der Mittelschrein und die Flügel des Schnitzaltars sind horizontal getrennt. In ihm ist das damals beliebte Motiv der Marienkrönung zu sehen. Der Schrein ist von beiden Seiten von Schnitzfiguren umgeben – rechts neben Christus steht St. Nikolaus, daneben der Apostel Paulus mit Schwert und Halbglatze; links neben Maria Johannes der Täufer, der auf das Lamm Gottes hinweist, und neben ihm stehen Petrus mit dem Schlüssel und weitere Apostel.
Unterhalb der Apostel sind sechzehn weibliche Heilige in Halbgestalt zu sehen, die im Mittelalter sehr beliebt waren. Darunter befinden sich Gertrud (mit Hospital mit Dachreiter), Barbara (mit Turm), Dorothea (mit Rosenzweig), Margaretha (mit Drachen und Schwert), Maria Magdalena (mit Salbengefäß), Agnes (mit Lamm), Katharina (mit Schwert und Rad) und Elisabeth von Thüringen (mit Gefäß und Fisch).

#### Kruzifix
Vor der Reformation befand sich an der Stelle, wo sich heute die Kanzel befindet, der sogenannte Lettner, eine Trennwand. Diese trennte das Langhaus vom Chor. Darüber war ein Balken angebracht, auf dem das Triumphkreuz stand. Neben Jesus waren auch Maria und Johannes dargestellt. Bei einer Umgestaltung der Kirche im neugotischen Stil im Jahre 1851 wurde diese Gruppe entfernt und das Kruzifix an der Nordwand des Chores angebracht. Die Darstellung des Gekreuzigten mit kurzem, faltenreichem, um die Hüften geschlungenem Leichentuch spricht für eine Entstehungszeit um 1450. Über den Verbleib der anderen beiden Figuren ist nichts bekannt.

#### Orgel

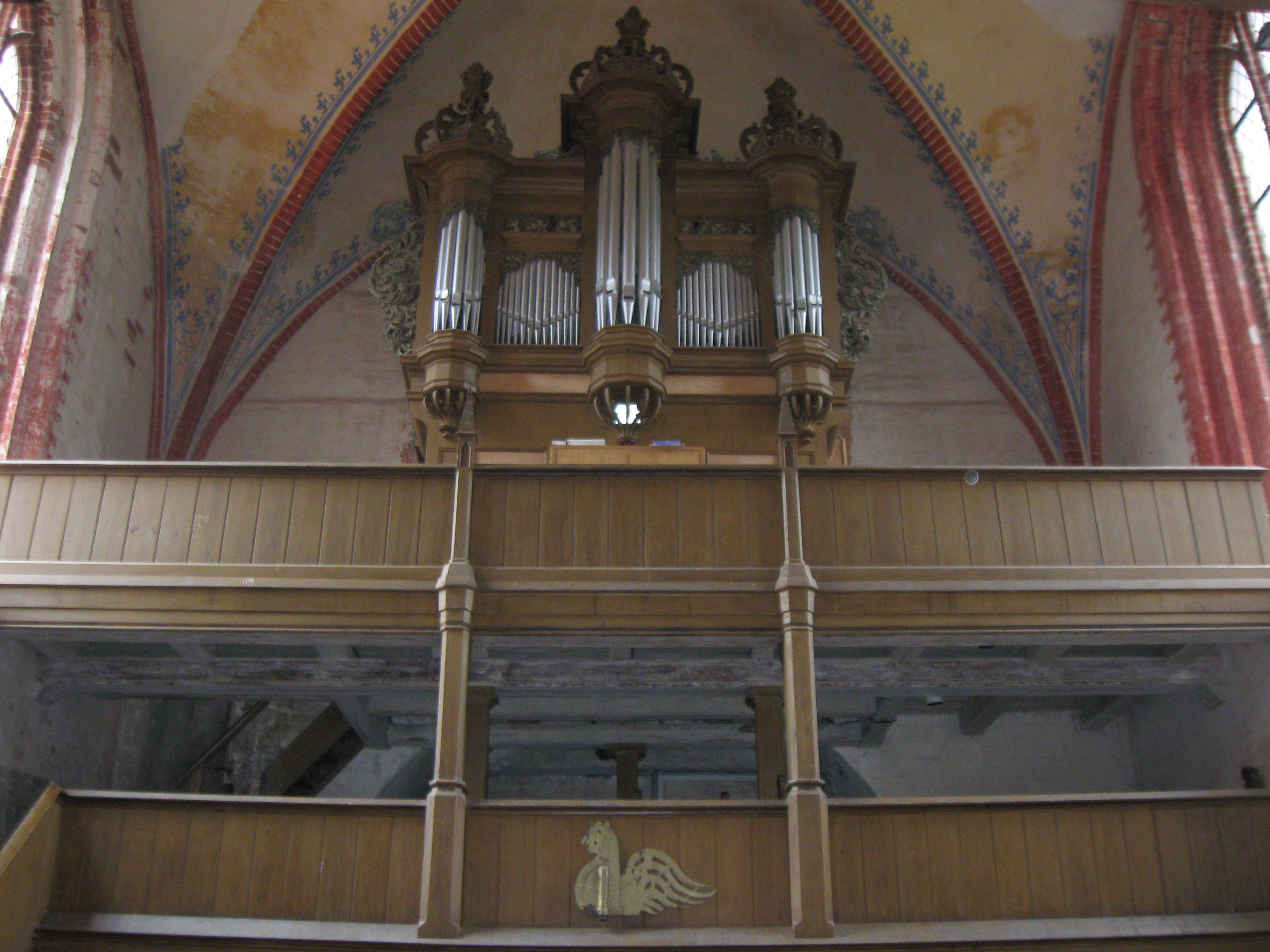
Orgel

Die Orgel wurde 1704 von der Klosterkirche in Neukloster erworben. Neukloster gehörte damals wie Poel zu Schweden. Auf einer alten Inschrift ist zu lesen: Gott allein die Ehre - Anno 1704. Der Erbauer ist unbekannt. Der Prospekt stammt aus dem 17. Jahrhundert und ist dem Umfeld von Henning Kröger (Wismar) zuzuschreiben. 1875 stellte der Orgelbauer Friedrich Albert Mehmel ein neues romantisches Klangwerk in den vorhandenen Barockprospekt. Die Orgel hat zwei Manuale sowie Pedal über 13 klingende Register und 750 Pfeifen.
1968 wurde die Orgel vom Plauer Orgelbauer Wolfgang Nußbücker unter Wiederverwendung einiger Teile der Mehmel-Orgel generalüberholt. Das Orgelprospekt mit Akanthusschnitzereien trägt deutliche Merkmale des Barockstils.

#### Sonstiges

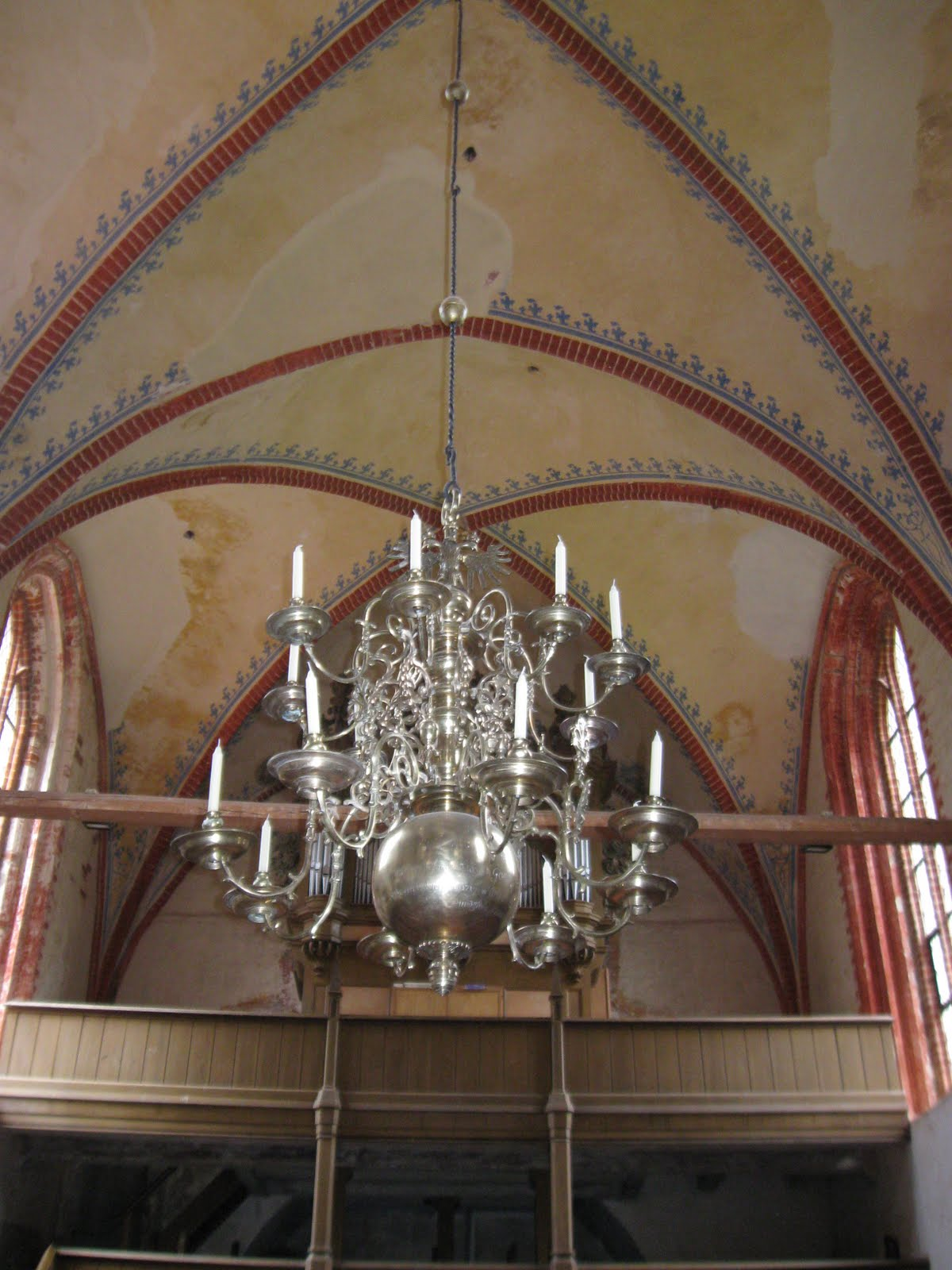
Messing Kronleuchter von 1656

Votivschiff

Die Raumausmalung, die zweigeschossige Westempore, die Kanzel und das Gestühl gehen auf das Ende des 19. Jahrhunderts zurück.
Das vom Poeler Fischer Richard Schwarz 1936 gebaute historische und an der Nordwand aufgestellte Modell des Zeesboots P 45 trägt die Inschrift: „Herr seg'n uns dei Seefohrt, stuer uns dei Lewensfohrt, schenk uns dei Himmelfohrt!“ Es soll daran erinnern, dass das Gotteshaus eine Schifferkirche ist. Das P bedeutet Poel und die 45 war die Fischereinummer von Gustav Schwarz. Dieser war der Bruder des Modellbauers.
Der Messing-Kronleuchter erinnert an die Zeit unmittelbar nach dem Dreißigjährigen Krieg. Er wurde von dem freien Poeler Bauern Peter Evers aus Brandenhusen im Jahr 1656 gestiftet und erinnert auch an den damaligen Reichtum der Poeler Bauern.
Der aus dem 18. Jahrhundert stammende Wetterhahn wurde nach dem Januarsturm 1995 an der Westempore angebracht. Das jüngste Kunstwerk im Innenraum der Kirche ist der Taufstein. Er kam 1992 als Geschenk des Steinmetz Dirk Bollmann aus Neustadt in Holstein mit einem Boot über die Ostsee nach Poel.

#### Glocken
Die Poeler Kirche besaß vier Glocken. Die älteste von 1396 wurde durch den Wismarer Glockengießer Peter Martin Hausbrandt 1864 umgegossen.
Zwei Glocken kamen 1993 aus der Karlsruher Glockengießerei Bachert. Auf einer lautet die Inschrift: Christ Kyrie, komm zu uns auf die See. Im nördlichen Schildgiebel des Kirchturms wurde 2001 über der Uhr eine kleine Uhrglocke installiert.
Die Turmuhr ist seit 2001 wieder gangbar.

## Pastoren
Namen und Jahreszahlen bezeichnen die nachweisbare Erwähnung als Pastor
- 2019 Johannes Staak

## Kirchgemeinde
Die Kirchengemeinde ist eine Gemeinde der Evangelisch-Lutherischen Kirche in Norddeutschland und gehört zur Region Wismar im Kirchenkreis Mecklenburg. In der Kirche finden neben den sonntäglichen Gottesdiensten im Sommer auch einige Konzerte statt.

### Gedruckte Quellen
- Mecklenburgisches Urkundenbuch

### Ungedruckte Quellen
- Landeskirchliches Archiv Schwerin
  - Specialia. Abt. 2, 4.

- Stadtarchiv Wismar
  - Prozeßakten des Tribunals 1653–1803, Nr. 2405, 2720.